# Luçay-le-Mâle

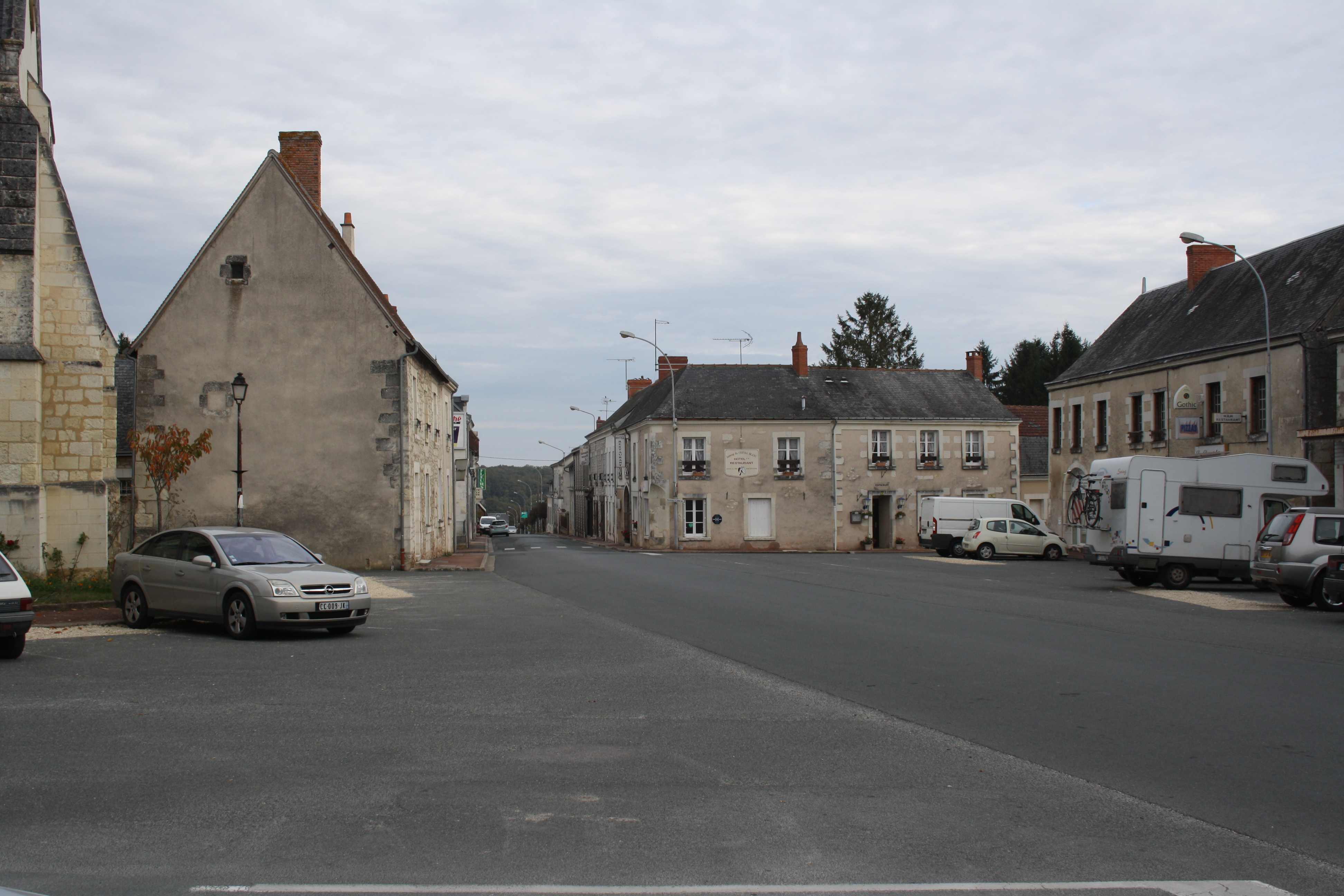
Ortsmitte

Luçay-le-Mâle [lysɛ lə mal] ist eine französische Gemeinde mit 1315 Einwohnern (1. Januar 2022) im Département Indre in der Region Centre-Val de Loire.

## Lage
Der Ort liegt im Norden des Departements Indre, an der Grenze zum Département Indre-et-Loire, in der Naturlandschaft Boischaut Nord.

## Geschichte
Der Ortsname Luçay taucht im ersten Jahrhundert auf, nach einem Landeigentümer und ehemaligen Legionär Cäsars namens Lucius. Aufgrund seines Charakters erhielten er und sein Land den Beinamen „Le Mal“ (der Böse).
Vermutlich im 4. Jahrhundert erfolgten die Christianisierung und die Bildung einer Kirchengemeinde. Bis zum Beginn des Mittelalters existieren keine Dokumente über den Ort. Er wurde mehrfach erobert und im Hundertjährigen Krieg stark in Mitleidenschaft gezogen.
Im Zuge der Französischen Revolution wurde der damalige Ortsname Luçay-le-Chétif in Luçay-le-Mâle geändert. Die Bevölkerung wuchs seit der ersten Erfassung von 1793 (1389 Einwohner) bis 1982 (2334 Einwohner) nahezu kontinuierlich und nahm seitdem wieder ab.

### Bevölkerungsentwicklung
| Jahr                       | 1962 | 1968 | 1975 | 1982 | 1990 | 1999 | 2010 | 2017 |
| Einwohner                  | 1873 | 2008 | 2077 | 2334 | 2160 | 1706 | 1480 | 1366 |
| Quellen: Cassini und INSEE |      |      |      |      |      |      |      |      |

## Verkehr
Der Ort besitzt einen Bahnhof an der schmalspurigen Bahnstrecke Chemin de fer du Blanc-Argent, der nach der Einstellung des Südabschnitts nach Buzançais von 1980 bis 2009 Endbahnhof für die Personenzüge aus Romorantin war. Aktuell verkehren nur noch touristische Züge des Train du Bas-Berry in der Gegenrichtung bis Argy, die auch die auf Gemeindegebiet befindliche Station La Foulquetière bedienen. Der öffentliche Verkehr nach Valençay, dem derzeitigen Endpunkt der Bahn nach Romorantin, erfolgt mit Bussen.
Luçay-le-Mâle ist Verknüpfungspunkt mehrerer Départementsstraßen, die ehemalige Route nationale 760 wurde 1972 zur Achse D 760-D 960 herabgestuft.

## Sehenswürdigkeiten
- Das Schloss aus dem 18. Jahrhundert
- Die Schlösser Château d’Oublaise und Château de l’Allemandière
- Die Kirche Saint Maurice
- Das Feuersteinmuseum (Musée de la Pierre à Fusil)

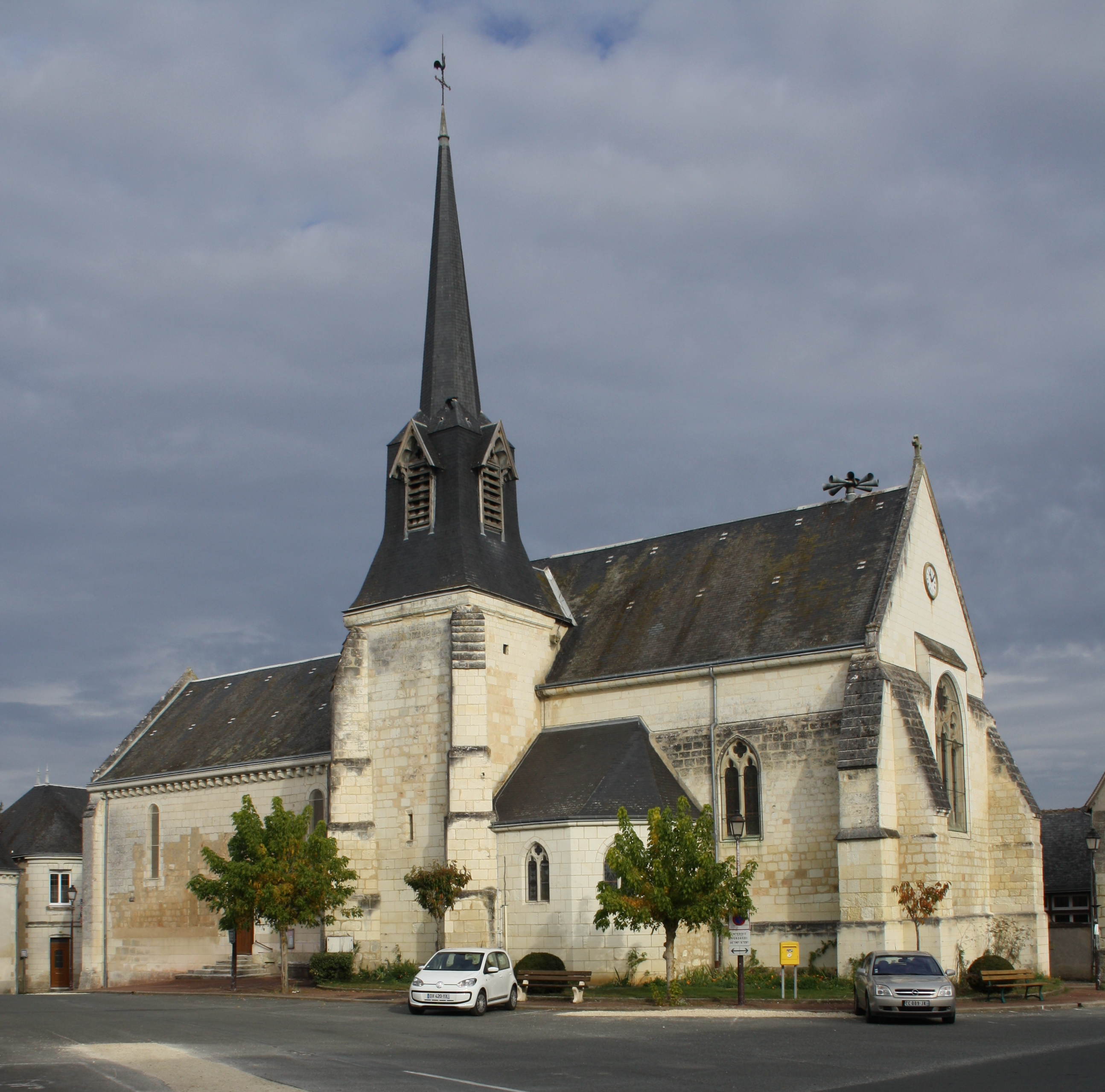
Kirche Saint Maurice
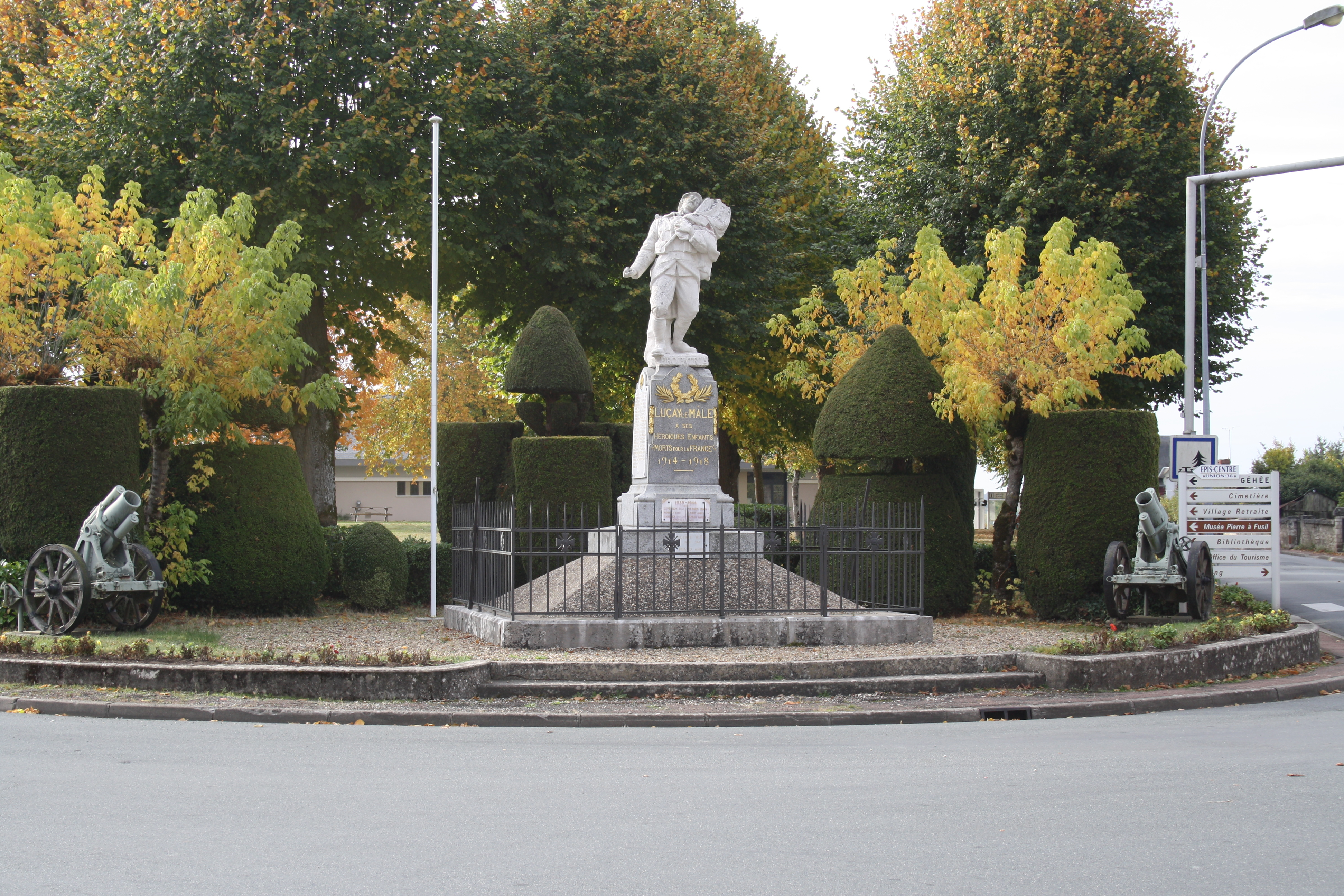
Gefallenendenkmal
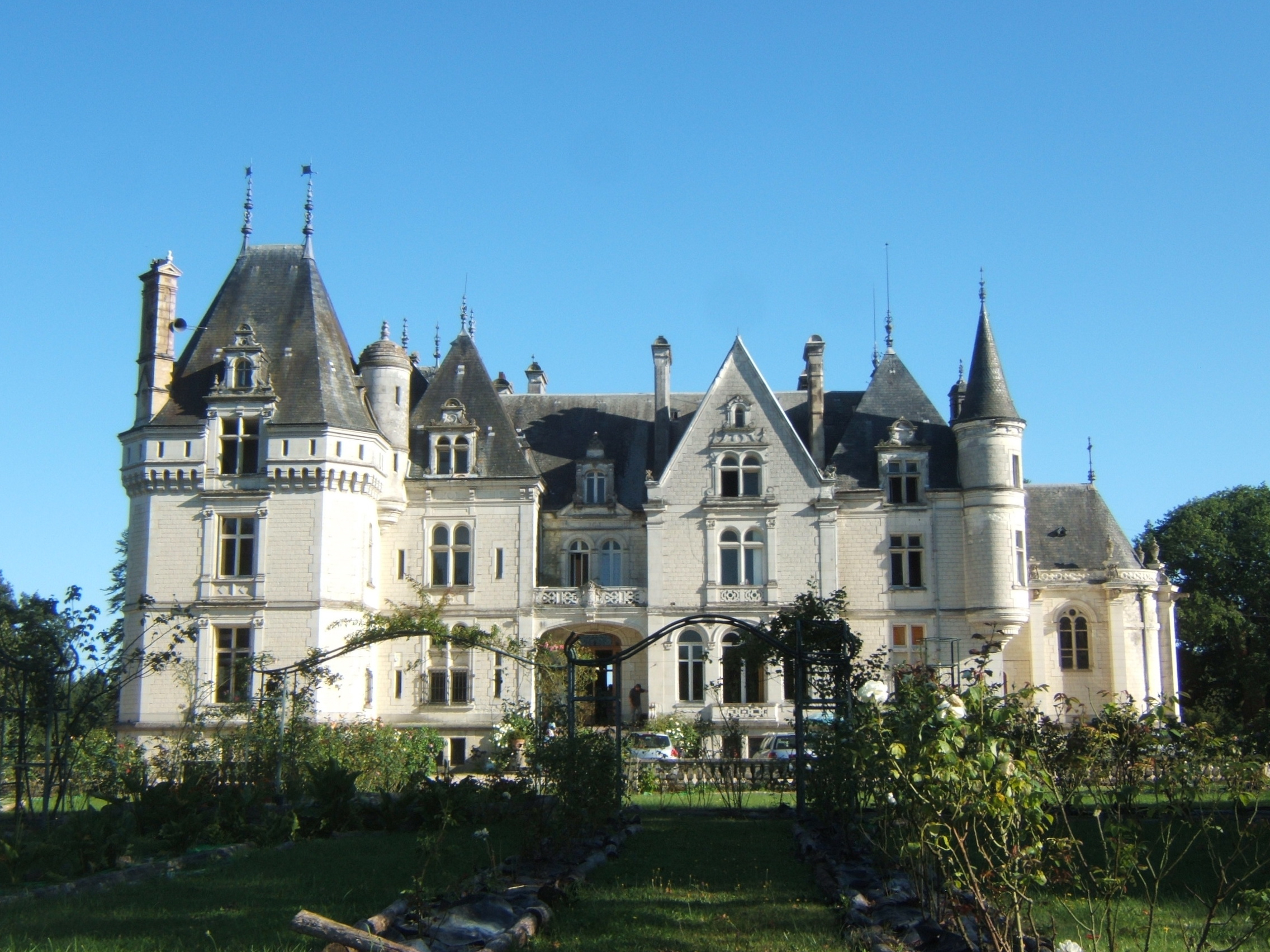
Château d'Oublaise

## Tourismus

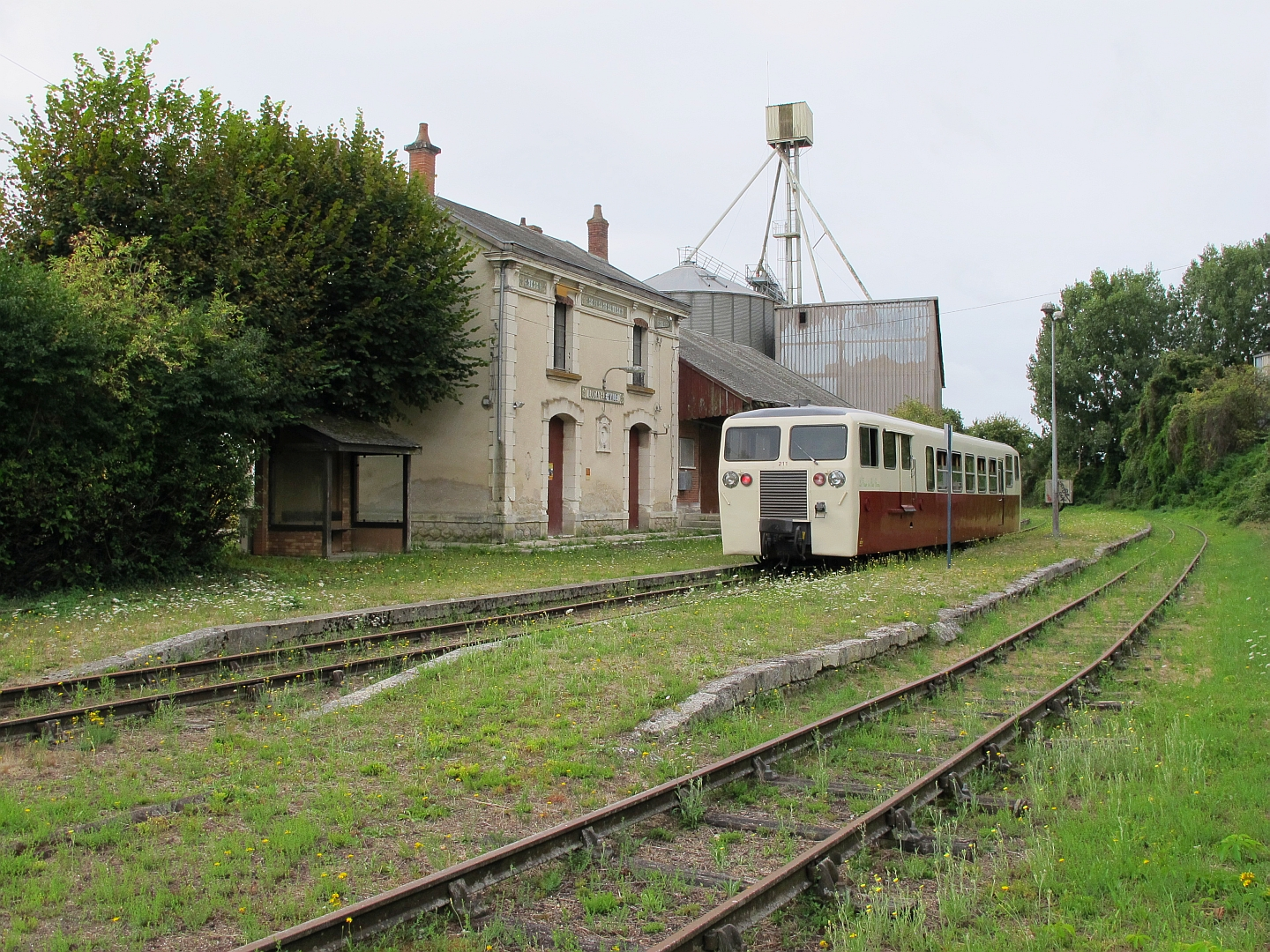
Bahnhof mit Triebwagen der Museumsbahn Train du Bas-Berry

- Die meterspurige Museumsbahn Train du Bas-Berry verkehrt auf der ehemaligen Strecke in Richtung Le Blanc bis Argy, gefahren wird an ausgewählten Tagen mit Dampfzügen und Dieseltriebwagen von Mai bis September[2]
- Die Gemeinde unterhält einen Campingplatz, der von Anfang April bis Mitte Oktober geöffnet ist